# Пипинос (Y-8)
Пипинос (греч. Y-8 Πιπίνος) — греческая подводная лодка, действовавшая во Второй мировой войне

## История
Греческая подводная лодка «Пипинос» (Y-8), с начала строительства бывшая британская HMS Veldt (Ρ-71). Одна из 4-х однотипных подводных лодок, переданных британским флотом в заём ВМФ Греции в 1943 году, для возмещения потерь. Другими подлодками класса были «Аргонафт» (греч. Αργοναύτης), «Дельфин» (греч. Δελφίν) и «Триена» (греч. Τρίαινα). Однако из 4 подлодок только «Пипинос» успел отличиться в военных действиях. Все 4 подводные лодки класса были построены верфью Vickers-Armstrongs LDT.
Подлодка была заложена 2 ноября 1942 года, спуск состоялся 1 ноября 1943 года, Греческий флаг был поднят 13 октября 1943 года, при передаче подлодка получила имя известного капитана брандера во время Освободительной войны Греции 1821—1829 годов Андреаса Пипиноса. Подлодка прибыла на Ближний Восток в феврале 1944 года.
9 августа 1944 года «Пипинос» потопил в порту города Самос немецкий миноносец TA-19 (бывший итальянский Calatafimi) и конфискованное немцами, первое греческое судно снабжения маяков «Орион» (греч. ΩΡΙΩΝ).
В 1959 году на острове Мальта «Пипинос» был возвращён Британии.

## Память
Одна из 4-х подлодок немецкого типа 214, построенных на греческой верфи Hellenic Shipyards в 2009 году, вновь получила имя «Пипинос».